# Castelviel
Castelviel – miejscowość i gmina we Francji, w regionie Nowa Akwitania, w departamencie Żyronda. Nazwa miejscowości oznacza "stary zamek/pałac".
Według danych na rok 1990 gminę zamieszkiwało 198 osób, a gęstość zaludnienia wynosiła 25 osób/km² (wśród 2290 gmin Akwitanii Castelviel plasuje się na 979. miejscu pod względem liczby ludności, natomiast pod względem powierzchni na miejscu 1209.).